# آدلا مدینه
آدلا مدینه (انگلیسی: Adela Medina؛ زادهٔ ۳ نوامبر ۱۹۷۸) بازیکن فوتبال اهل آرژانتین است.

وی همچنین در تیم ملی فوتبال زنان آرژانتین بازی کرده‌است.